# Знаки почтовой оплаты СССР (1950)
Зна́ки почто́вой опла́ты СССР (1950) — перечень (каталог) знаков почтовой оплаты (почтовых марок), введённых в обращение дирекцией по изданию и экспедированию знаков почтовой оплаты Министерства связи СССР в 1950 году.

## Список коммеморативных (памятных) марок
Порядок следования элементов в таблице соответствует номеру по каталогу марок СССР (ЦФА), в скобках приведены номера по каталогу «Михель».
| № по каталогу                        | Изображение | Описание и источники                                               | Номинал   | Дата выпуска         | Тираж     | Художник         |
| ------------------------------------ | ----------- | ------------------------------------------------------------------ | --------- | -------------------- | --------- | ---------------- |
| (ЦФА [АО «Марка»] № 1591) (Mi #1539) |             | 125-летие восстания декабристов: - Портреты казнённых декабристов. | 1,00 руб. | 30 декабря 1950 года | 1 000 000 | Василий Завьялов |

## Восьмой выпуск стандартных марок (1948—1958)
В 1950 году продолжена эмиссия стандартных марок восьмого выпуска (1948—1958): были переизданы марки, повторяющие рисунки предыдущего (седьмого) стандартного выпуска, выполненные Василием Завьяловым, однако были несколько изменены цвета и номиналы: «Колхозница со снопом», оливково-зелёная, размер рисунка 15×22 мм — 20 копеек, марки печатались офсетным способом, а также две марки с несколько увеличенным размером рисунка 15,25×22,25 мм: «лётчик» — 25 копеек и «Герб и флаг СССР», 16 лент, оранжево-красная — 50 копеек, отпечатанные типографским способом.
Порядок следования элементов в таблице соответствует номеру по каталогу марок СССР (ЦФА), в скобках приведены номера по каталогу «Михель».
| № по каталогу                            | Изображение | Описание и источники                                                                  | Номинал   | Дата выпуска   | Тираж    | Художник         |
| ---------------------------------------- | ----------- | ------------------------------------------------------------------------------------- | --------- | -------------- | -------- | ---------------- |
| (ЦФА [АО «Марка»] № 1380б) (Mi #1332-Ic) |             | Колхозница со снопом, оливково-зелёная (рисунок 15×22 мм).                            | 0,20 руб. | 1950 год       | массовый | Василий Завьялов |
| (ЦФА [АО «Марка»] № 1386) (Mi #1333-II)  |             | Лётчик, синяя (рисунок 15,25×22,25 мм).                                               | 0,25 руб. | июль 1950 года | массовый | Василий Завьялов |
| (ЦФА [АО «Марка»] № 1387) (Mi #1335-Ib)  |             | Государственный герб и флаг СССР, 16 лент, оранжево-красная (рисунок 15,25×22,25 мм). | 0,40 руб. | июль 1950 года | массовый | Василий Завьялов |

## Комментарии
1. ↑  Ниже приведён перечень памятных художественных марок (с возможностью сортировки по номиналу, тиражу и дате введения в обращение).
2. ↑  125-летие восстания декабристов: портреты казнённых декабристов, чёрно-коричневая на лимонно-жёлтом фоне. Глубокая печать на цветной (лимонно-жёлтой) бумаге, перфорирована: линейная зубцовка 12½ (на каждые 2 сантиметра края марки приходится 12½ зубцов). В марочных листах 80 (10×8) марок. Разновидность  (ЦФА [АО «Марка»] № 1591А) напечатана на сероватой бумаге[2][6][7].
3. ↑  Суммарный тираж разновидностей марок  (ЦФА [АО «Марка»] № 1591) и  (ЦФА [АО «Марка»] № 1591А)[6].
4. ↑  Ниже приведён перечень стандартных марок (с возможностью сортировки по номиналу, тиражу и дате введения в обращение).
5. ↑  Колхозница со снопом, оливково-зелёная — большой размер рисунка (15×22 мм). Офсетная печать на простой бумаге, перфорирована: комбинированная гребенчатая зубцовка 12:12½ (на каждые 2 сантиметра края марки приходится 12:12½ зубцов). В марочных листах по 100 (10×10) экземпляров[10][12][14].
6. ↑  Точная дата начала эмиссии не указана в каталогах[12][14].
7. ↑  Лётчик, синяя,  (Mi #1333-Ic) — размер рисунка 15,25×22,25 мм. Типографская печать на простой бумаге, перфорирована: комбинированная гребенчатая зубцовка 12½:12 (на каждые 2 сантиметра края марки приходится 12½:12 зубцов). В марочных листах по 100 (10×10) экземпляров[10][12][14].
8. ↑  Точная дата начала эмиссии не указана в каталогах[12][14].
9. ↑  Государственный герб и флаг СССР, 16 лент, оранжево-красная,  (Mi #1335-Ib) — размер рисунка 15,25×22,25 мм. Типографская печать на простой бумаге, перфорирована: комбинированная гребенчатая зубцовка 12½:12 (на каждые 2 сантиметра края марки приходится 12½:12 зубцов). В марочных листах по 100 (10×10) экземпляров[10][12][14].
10. ↑  Точная дата начала эмиссии не указана в каталогах[12][14].